# Telmatobius zapahuirensis
Espèce
Statut de conservation UICN

 EN  : En danger
Telmatobius zapahuirensis est une espèce d'amphibiens de la famille des Telmatobiidae.

## Répartition
Cette espèce est endémique de la province de Parinacota sur le versant occidental du Nord des Andes chiliennes. Elle n'est connue que dans sa localité type, Zapahuira dans la commune de Putre, à environ 3 400 m d'altitude.

## Étymologie
Son nom d'espèce, composé de zapahuir[a] et du suffixe latin -ensis, « qui vit dans, qui habite », lui a été donné en référence au lieu de sa découverte, Zapahuira.

## Publication originale
- Veloso, Sallaberry, Navarro, Iturra, Valencia, Penna & Diaz, 1982 : Contribución al conocimiento de la herpetofauna del extremo norte de Chile. in Veloso  & Bustos, 1982 : El ambiente natural y las poblaciones humanas de los Andes del norte grande de Chile (Arica, Lat. 18° 28'S)., Uneso-Rostlac, p. 135-268.